# Espinal (ort)
Espinal är en ort i Colombia.   Den ligger i departementet Tolima, i den centrala delen av landet, 100 km sydväst om huvudstaden Bogotá. Espinal ligger 323 meter över havet och antalet invånare är 56 213.
Terrängen runt Espinal är platt. Runt Espinal är det ganska tätbefolkat, med 80 invånare per kvadratkilometer. Närmaste större samhälle är Girardot City, 18,8 km nordost om Espinal. Omgivningarna runt Espinal är en mosaik av jordbruksmark och naturlig växtlighet.